# Hvarski kanal
Hvarski kanal – kanał morski w Chorwacji, pomiędzy wyspami Brač i Hvar a stałym lądem, część Morza Adriatyckiego.

## Opis
Jego długość wynosi 50 km, a głębokość 80 m. Rozciąga się na kierunku wschód-zachód. Na wschodnim krańcu, na linii Sućuraj – Drvenik, łączy się z Neretvanskim kanalem. Na dnie kanału ułożono rury wodociągowe zaopatrujące Hvar w wodę pitną.